# Детское боди

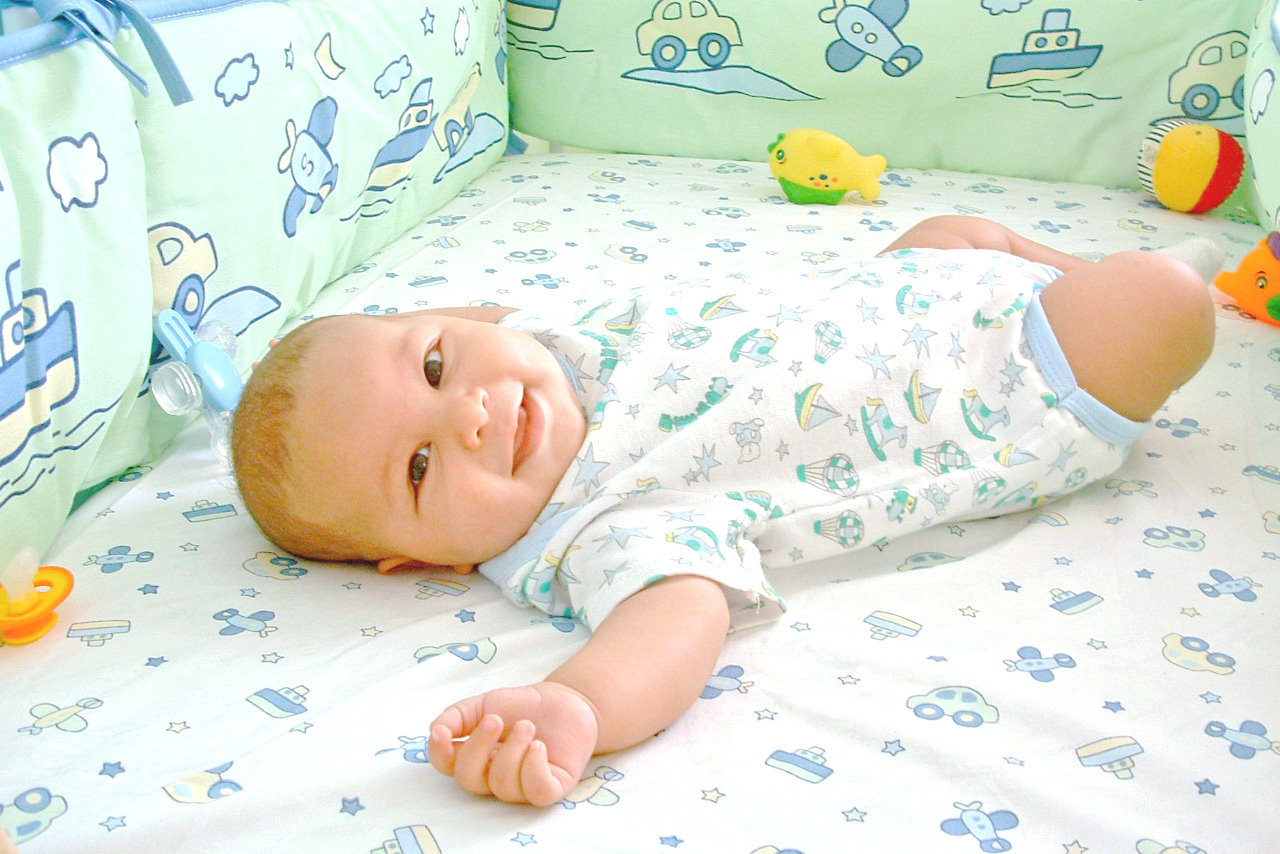
Малыш в боди

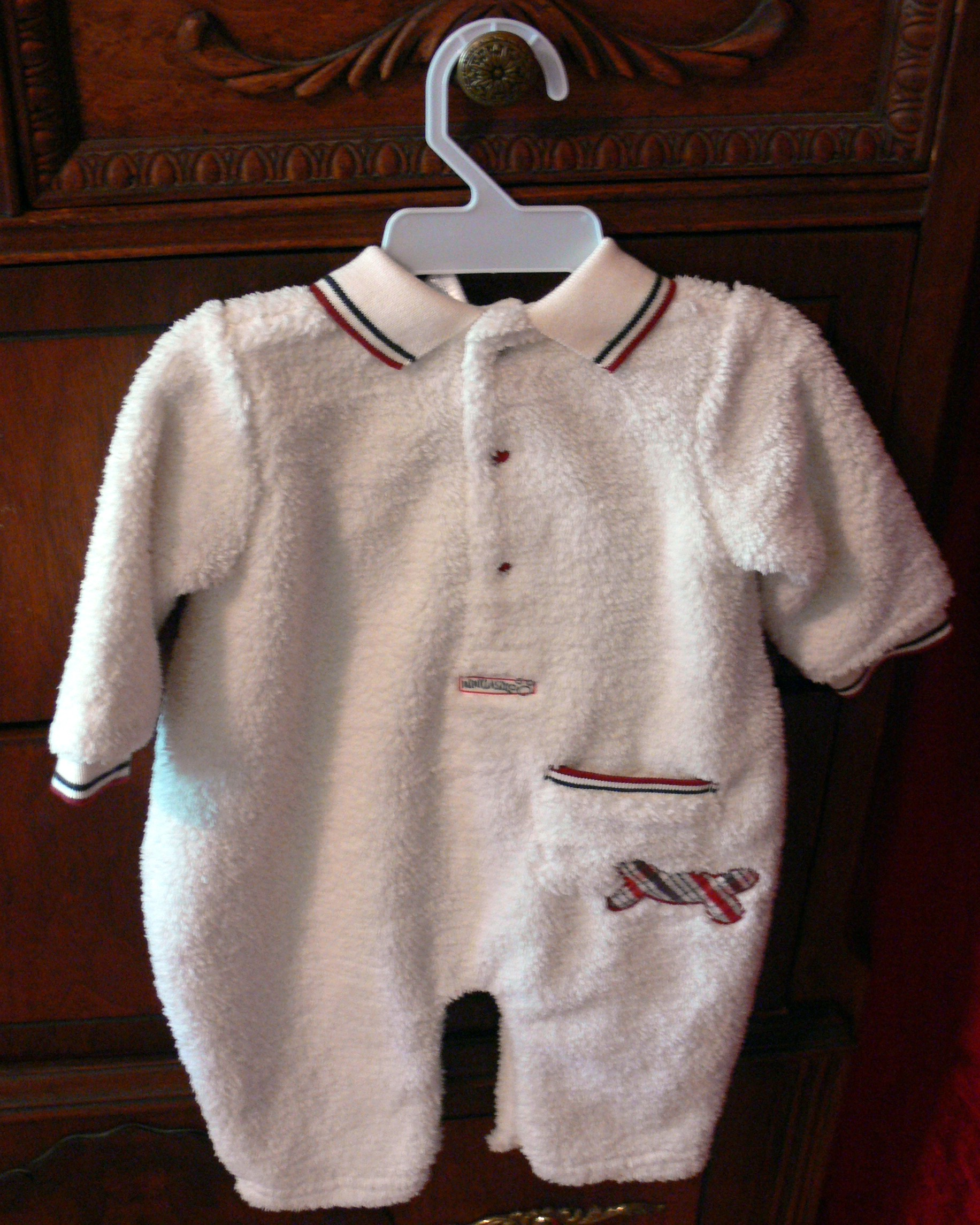
Детское боди

Детское бо́ди (англ. body (ˈbɒd.i) — рус. тело) — вид детской одежды, объединяющий футболку и трусы в одном элементе. Надевается через голову. Бывает с короткими и длинными рукавами, а также боди-майка. Особенность боди в том, что в паховой части оно застёгивается на кнопки или липучки, — тем самым, оно удобно для надевания и снимания детских подгузников.
Детское боди различается по способу застёгивания: снизу на кнопочки в паховой зоне и боди с запа́хом (застёжки-кнопочки начинаются от плечика или от груди, проходят наискосок и заканчиваются у бедра).
Распространённым названием для одежды данного типа (особенно в США) является англ. onesies — в действительности это торговая марка компании Gerber Childrenswear, ставшая нарицательной. Так может называться как собственно детское боди с коротким рукавом и без штанин, так и костюмчик пижамного типа с короткими штанинами.